# Eliurus penicillatus
Eliurus penicillatus es una especie de roedor de la familia Nesomyidae. Está clasificada como una especie en peligro crítico debido a la pérdida de su hábitat.

## Distribución geográfica
Se encuentra sólo en Madagascar.